# 날란다 대승원

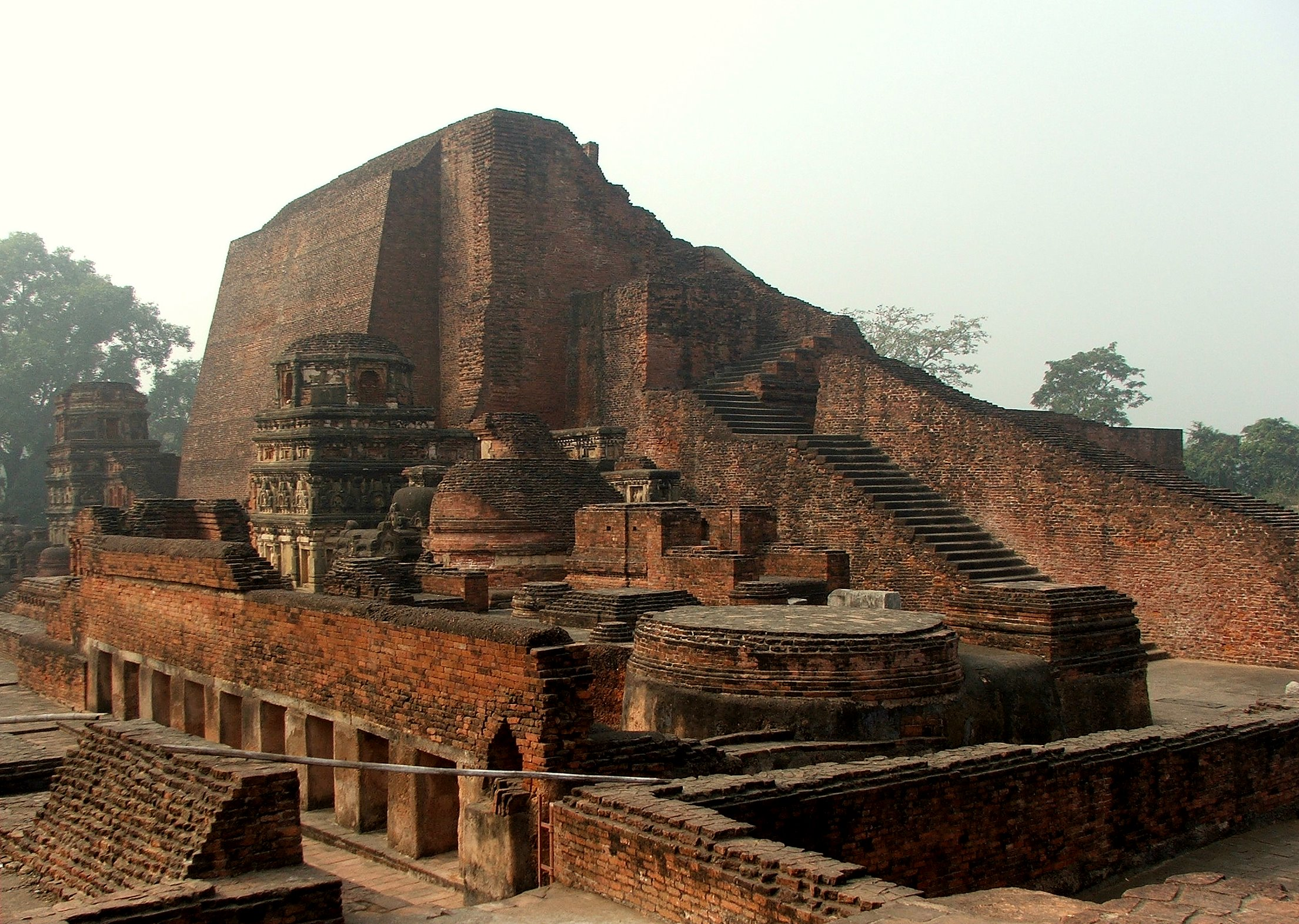
사리푸타의 불(사리)탑, 날란다.

날란다 대승원(Nālandā mahavihara) 또는 나란타사(那爛陀寺)는 인도 비하르주의 고대 마하비하라(대승원; 큰절)이자 대학(교육기관)이다. 비하르 주의 파트나에서 남동쪽 55마일 거리에 위치한다. 서기 427년에서 1197년까지 팔라 제국 아래에서 불교의 학습 중심이었다. 세계사상 최초의 대학 중 하나였다.
굽타 제국의 제5대 마하라자디라자인 쿠마라굽타 1세(재위 414∼455?)가 오늘날의 대학이라 할 수 있는 날란다사를 건립한 이후 역대 왕조에 의해 증축, 확대되었다. 굽타 왕조 후반기인 5세기경부터 12세기에 걸쳐 불교교학의 중심지로 국외에까지 알려져서 아시아 각지 출신의 학승(學僧)이 운집했다. 중국의 승려인 현장(玄奬)·의정(義淨) 등도 여기에서 배웠다. 지금도 유적이 보존되어 있다.

## 명칭
「날란다」는 '연꽃이 피어 있는 곳'이라는 의미이다. 연꽃(날란)은 불교에서 지혜의 상징이기에 "지혜를 주는 곳, 지혜를 받는 곳"으로 해석되는 것이다(날란＝연꽃, 다＝주다). 또한 당의 승려로 날란다에서 유학했던 현장삼장은 그의 저서 《대당서역기》(大唐西域記)에서 날란다라는 말을 '시무염'(施無厭)이라는 의미로 풀이하고 있다. 이 경우에는 "아낌없이 베푸는 곳, 끊임없이 주는 곳"으로 해석된다(나＝'없다'는 부정의 의미, 아란＝충분함, 다＝주다).

## 약사
불교의 창시자 석가모니 부처가 이곳을 방문하여 '파바리카'(Pavarika)라 불리는 망고나무 아래에서 설법을 행하였다고 한다.
이후 불교를 배우는 중요한 장소가 되어 최대 1만 명에 이르는 사람들이 이곳에 머물렀다(가장 오래된, 역사상 최대의 거주형 학교로 최대 1만 명의 학생과 1,500명의 교원들이 머물렀다. 높은 담에 문은 하나, 도서관은 9층 건물로 다양한 분야의 교과가 이루어지고 있었다)
티베트 기록에 따르면 인도의 승려인 용수(나가르주나)가 이곳에서 강의를 하였다고 하며, 굽타 왕조(427년 성립) 시대에에는 쿠마라굽타 1세에 의해 승원(僧院)이 세워졌다고 여겨진다.
날란다 대학의 승려들은 불교가 인도를 넘어 동쪽 특히 티베트와 중국으로 전파되는데 중요한 역할을 하였다. 645년 유식파(唯識派)의 지라바드라(한역명 계현戒賢)가 당에서 온 승려 현장삼장에게 유식을 전했고, 현장은 657부에 이르는 경전을 가지고 중국으로 돌아왔다. 761년에 중관파의 찬타라굿타(한역명 숙호寂護)가 티베트 불교를 일으키고, 774년에는 닝마파의 개조(開祖) 파드마삼바바(한역명 연화생蓮華生)가 밀교(密教)를 티베트 불교에 가져왔다. 쌈예 사 종론(792년 - 794년)에서는 인도 불교의 까말라쉴라와 중국 불교의 마하연(摩訶衍)이 종교 논쟁을 벌였고, 티베트 불교의 방향성을 결정지었다.
1193년에 쿠트브 알 딘 아이바크 휘하의 장군 악티바르 알 딘 무함마드 박티바르 칼지(Ikhtiyār al-Dīn Muḥammad Bakhtiyār Khaljī)가 이끄는 튀르크 - 이슬람 군대의 침략으로 날란다 대학이 파괴되었다. 인도 불교의 쇠퇴는 이미 굽타 시대부터 시작되고 있었기는 하지만, 이슬람 세력에 의한 날란타 파괴는 인도 불교의 멸망을 확실한 것으로서 기정지었다.
1957년 중화인민공화국의 저우언라이(周恩来) 총리가 인도 수상 자와할랄 네루에게 제안하여 날란다 대학에 현장의 사리가 분골(分骨)되었다.

## 같이 보기
- 탁실라
- 비크라마쉴라